# باهومان
باهومان (به انگلیسی: Bahuman) یک منطقهٔ مسکونی در پاکستان است.